# Svenska Superligan
Die Svenska Superligan (SSL) ist die höchste Spielklasse im Unihockey der Männer in Schweden. Sie gilt als die stärkste Unihockey-Liga der Welt, auch der Großteil der Titel im europäischen Champions Cup wurde von schwedischen Teams gewonnen. Im Gegenzug zu den meisten Unihockey-Ligen weltweit, wo überwiegend oder ausschließlich Amateure spielen, sind in der SSL viele Spieler Vollprofis.

## Geschichte
Die Svenska Superligan wurde 1995 unter dem Namen Elitserien gegründet, welches die Division 1 als höchste Spielklasse in Schweden ablöste. Erster Meister der Elitserien wurde Balrog IK. Bis einschließlich der Saison 1998/99 war die Liga noch eine Nord- und in eine Südgruppe unterteilt, bevor erstmals eine eingleisige höchste Spielklasse entstand. Zur Saison 2007/08 wurde die Liga in Svenska Superligan umbenannt und im Jahr darauf eine Aufstockung von 12 auf 14 Teams beschlossen.

### Anfangsjahre
Am 10. April 1983 feierte Kolarbyns IBS die allererste Meisterfeier im schwedischen Unihockey. Zuvor hatte das Team Hagsätra IBK im historischen Finale des erstmals ausgetragenen Svenska Cupen mit 3:2 besiegt. Der Pokal bestand aus einem Qualifikationsspiel, einem Gruppenspiel, in dem die zehn besten Teams weiterkamen, und einem Playoff mit Halbfinale und Finale. Allerdings wurde das Turnierformat bereits für die Folgesaison geändert. Anschließend wurde der Pokal mit zehn teilnehmenden Mannschaften ausgetragen, ein System, das bis 1990 bestehen blieb.

### Division 1 & Elitserien
Nachdem acht Jahre lang die Meisterschaft im Pokalmodus ausgespielt worden war, wurde 1990 mit der Gründung der Division 1 erstmals ein Titel im Ligamodus ausgespielt. Die Division 1 war in sechs Staffeln (Nord, Nordost, Ost, West, Südwest und Süd) mit jeweils acht Mannschaften unterteilt. Die besten Teams erreichten ein Playoff, das aus einer Halbfinalserie und einem Finale bestand. Das System entwickelte sich im Laufe der Zeit und umfasste im nächsten Schritt nur noch vier Staffeln, dann nur noch zwei in Form der Elitserien mit den Staffeln Elit Nord und Elit Süd.

### Eingleisige erste Liga
Auf die Jahrtausendwende folgte der letzte große Schritt des schwedischen Unihockeys zur Bildung einer echten Topliga. Elit Norr und Elit Södra fusionierten dann zur eingleisigen Elitserien, einer Liga mit 16 Teams, wobei die besten acht in die Playoffs gelangten und dort den Meister ausspielten. Nach einigen Saisons wurde die Anzahl der Mannschaften auf zwölf reduziert. 2008 änderte ihren Namen und so war die SSL, die Svenska Superligan, geboren. Der Aufbau der Liga war zunächst derselbe wie zuvor, allerdings war die SSL bereits 2009 wieder auf 14 Teams angewachsen. Acht davon erreichten die Playoffs, zwei mussten absteigen.

## Modus
Die Spielzeit startet mit der Hauptrunde, in der alle Teams jeweils zweimal gegeneinander antreten. Zwischen der Saison 2016/17 und 2019/20 gab es noch ein Conference-System, wodurch die nördlichsten bzw. die südlichsten sieben Mannschaften vor den Rückspielen noch je gegeneinander spielten. Somit waren es 32 Spiele pro Saison. Mittlerweile sind es daher wieder 26 Spiele. Danach spielen die acht besten Teams der Liga die Play-offs (Best-of-7) aus. Nur das Finale ist ein einziges Entscheidungsspiel.

## Vereine 2024/25
- Storvreta IBK (Meister, Hauptrundenerster)
- IBF Falun
- Växjö IBK
- Pixbo IBK
- FBC Kalmarsund
- Linköping IBK
- FC Helsingborg
- Mullsjö AIS
- Team Thorengruppen SK
- Jönköpings IK
- Nykvarns IBF
- AIK Solna
- IBK Dalen (Aufsteiger)
- Warberg IC (Aufsteiger)

## Meister
| - 1983 – Kolarbyns IBS - 1984 – Tomasgårdens IF - 1985 – Kolarbyns IBS - 1986 – Norrstrands IF - 1987 – IBK Lockerud - 1988 – IBK Lockerud - 1989 – Kolarbyn/Fagersta IF - 1990 – IBK Lockerud - 1991 – IBK Lockerud - 1992 – IBK Lockerud - 1993 – Balrog IK - 1994 – Fornudden IB - 1995 – Kista IBK - 1996 – Balrog IK - 1997 – Fornudden IB - 1998 – Warberg IC - 1999 – Haninge IBK | - 2000 – Haninge IBK - 2001 – Haninge IBK - 2002 – Pixbo Wallenstam IBK - 2003 – Pixbo Wallenstam IBK - 2004 – Balrog IK - 2005 – Warberg IC - 2006 – AIK - 2007 – Warberg IC - 2008 – Warberg IC - 2009 – AIK - 2010 – Storvreta IBK - 2011 – Storvreta IBK - 2012 – Storvreta IBK - 2013 – IBF Falun - 2014 – IBF Falun - 2015 – IBF Falun - 2016 – Storvreta IBK | - 2017 – IBF Falun - 2018 – Storvreta IBK - 2019 – Storvreta IBK - 2020 – IBF Falun - 2021 – IBF Falun - 2022 – IBF Falun - 2023 – Storvreta IBK - 2024 – Storvreta IBK |

## Rekorde
- Meiste Tore in einem Spiel:
  - 13:12 (25 Tore) FC Helsingborg – Balrog IK 2008/2009[6]
- Höchster Sieg:
  - 21:1 (20 Tore Differenz) Jönköpings IK – Christianstad IBS 1990/1991[6]
- Schnellstes Tor:
  - 3 Sekunden Martin Myrberg, Umeå IBK gegen Örnsköldsviks SK 1990/1991[6]
- Schnellster Hattrick:
  - 1 Minute, 7 Sekunden Martin Olofsson, Örnsköldsviks SK gegen Balrog IK 2000/2001[6]
- Meiste Tore eines Spielers in einem Spiel:
  - 8 Dan Lundqvist, Sjöstad IF gegen Järfälla IBK 2000/2001[6]
  - 8 Alexander Galante Carlström, Falun Caperiotäby IBF gegen Järfälla IBK 2012/2013[6]
- Meiste Assists eines Spielers in einem Spiel:
  - 9 Mika Kohonen, Balrog IK gegen Jönköpings IK 2000/2001[6]
- Meiste Scorerpunkte (Tore+Assists) eines Spielers in einem Spiel:
  - 11 (6+5), Martin Olofsson, Örnsköldsviks SK gegen Fornuddens IBK 2000/2001[6]
  - 11 (2+9), Mika Kohonen, Balrog IK gegen Jönköpings IK 2000/2001[6]
- Meiste Tore eines Spielers in einer Saison:
  - 60, Johan Andersson, Jönköpings IK 2003/2004[6]
- Meiste Assists eines Spielers  in einem Spiel:
  - 68, Mika Kohonen, Balrog IK 2000/2001[6]
- Meiste Scorerpunkte eines Spielers in einer Saison:
  - 107, Mika Kohonen, Balrog IK 2000/2001[6]
- Meiste Zuschauer in einem Spiel (reguläre Saison):
  - 9.487, Pixbo Wallenstam IBK – Caperiotäby FC 2009/2010[7]
- Meiste Zuschauer in einem Spiel (Superfinal):
  - 14.656, AIK – Warberg IC 2004/2005[7]

## Premier Floorball League
Die Premier Floorball League (PFL) war eine neu geplante schwedische Liga, die im September 2019 ihren Betrieb aufnehmen sollte. Ursprung dieser geplanten Konkurrenzliga war ein Konflikt zwischen dem schwedischen Floorballverband SIBF und dem Föreningen Svenska Superligan (FSSL), einer Interessenvertretung der SSL-Vereine. Letzterer forderte, die Vermarktungsrechte für die SSL an eine unabhängige Organisation zu übertragen, um diese attraktiver gestalten zu können. Der schwedische Verband lehnte dies jedoch ab.
Mögliche Auswirkung wären beispielsweise gewesen, dass Spieler, die in der PFL auflaufen würden, von einer Nominierung für die Nationalmannschaft ausgeschlossen gewesen wären.

### Konfliktablauf
- 14. September 2018: Der Konflikt zwischen SIBF und FSSL wurde erstmals öffentlich, als Göran Harnesk (SIBF-Generalsekretär) und Märit Bergendahl (stellvertretende SIBF-Vorsitzende) auf innebandymagazinet.se einen Debattenartikel veröffentlichten, in dem es darum ging, wem die Rechte an der Swedish Super League (SSL) gehören. Darin wird auch der Verdacht geäußert, die FSSL (Föreningen Svenska Superligan) könnte planen, einen eigenen Wettbewerb neben der SSL ins Leben zu rufen.[10]

- 13. Dezember 2018: Krister Kalte, Vorsitzender der FSSL, gab in einer Pressemitteilung bekannt, dass der SIBF die Verhandlungen über eine neue Vereinbarung zwischen den Parteien beendet habe.[11]

- 15. Dezember 2018: Harald Glans vom FSSL-Vorstand bestätigte die Gerüchte in einem Interview mit Innebandymagazinet, bereits in der Saison 2019–2020 könne demnach eine Abspaltung Realität werden.[12]

- 1. Februar 2019: Am Tag nach dem Anmeldestopp stellte sich heraus, dass sich nur fünf Teams für die kommende Superliga-Saison angemeldet hatten: Växjö bei den Männern und Rönnby, Göteborg, Kais Mora und IKSU bei den Frauen. Anderen Teams wurde gleichzeitig eine verlängerte Frist eingeräumt.[13]

- 3. Februar 2019: Auf die jährliche Elitekonferenz der SSL-Vereine folgt die Gründung einer neuen Interessenvereinigung, des Föreningen Premier Floorball League, als Grundlage für die Überlegungen der Vereine zur Gründung einer neuen Liga.[14]

- 7. Februar 2019: „Wir sind zuversichtlich, dass wir jetzt eine Mindestanzahl [an Anmeldungen] erreicht haben, um die Liga zu starten“, sagte Anders Murman, General Manager der neuen Liga, gegenüber Innebandymagazinet.[15]

- 8. Februar 2019: Letzter Tag zur Anmeldung für die neue PFL. Eine große Mehrheit der Teams sowohl bei den Damen als auch bei den Herren gab daraufhin bekannt, dass sie beabsichtigen, die SSL zu verlassen, um in der PFL zu spielen. Gleichzeitig verschob der SIBF die Meldefrist weiter auf den 15. Februar, die später noch mehrfach verlängert wurde.[16]

- 4. März 2019: Die finale Anmeldefrist war abgelaufen, aber nur acht Teams hatten sich für die SLL angemeldet: Iksu, Kais Mora, Göteborg, Rönnby und Endre bei den Frauen und Lindås, Helsingborg und Växjö bei den Männern. Alle anderen SSL-Teilnehmer bestätigten somit ihre Wechselabsicht zur PFL.[17]

- 8. März 2019: An diesem Tag fand ein erneutes Treffen zwischen dem SIBF und dem schwedischen Superliga-Verband (FSSL) statt. Der SIBF bestätigte schließlich auf seiner Website, dass eine vorläufige Einigung erzielt wurde, die sicherstellt, dass sich alle SSL-Vereine auch für die nächste Saison der SSL anmelden.[18]

- 16. Juli 2019: Es wurde eine Verlängerung der vorläufigen Vereinbarung beschlossen, wobei erklärt wurde, dass die bestehende Vereinbarung über die Saison 2019/2020 hinaus verlängert werde, um im Herbst eine neue langfristige Fünfjahresvereinbarung zu unterzeichnen. Die Idee sei, so schrieben die Parteien, dass der SIBF dem FSSL ein Verfügungsrecht über die mit der SSL verbundenen Vermarktungsrechte einräumen sollte.[19]

- 18. September 2019: Es fand ein neues Treffen zwischen SIBF und FSSL statt und das Ziel blieb dasselbe: Bis spätestens zum 19. Dezember sollte eine Vereinbarung zustande kommen, in welcher der SIBF die Vermarktungsrechte für die SSL an die FSSL überträgt.[20]

- 20. Februar 2020: Spring Media veröffentlicht die Ausschreibung der SSL-Übertragungsrechte für die nächsten fünf Jahre. In diesem Zusammenhang heißt es, die Debatte über die Abspaltung in die PFL sei im Dezember 2019 gelöst worden und FSSL und SIBF hätten sich geeinigt. Der schwedische Unihockeyverband besitzt demnach weiterhin die Rechte an der SSL, ihrer Marke und der Liga, aber dem FSSL als Dachverband der Vereine wurden die vollständigen Rechte und Unterlizenzrechte an der Marke SSL sowie alle damit verbundenen Übertragungsrechte für eine Laufzeit von fünf Jahren gewährt. Die Vereinbarung zur Übertragung der SSL-Vermarktungsrechte an den FSSL trat demnach am 1. Juli 2020 in Kraft.[21]

### Zwischenzeitliche Positionierung der Vereine
(Quelle:)
PFL Herren
- Lindås Rasta IBK
- Storvreta IBK
- IBF Falun
- IBF Örebro
- Jönköpings IK
- Höllvikens IBF
- IBK Dalen
- Mullsjö AIS
- IK Sirius IBK
- Pixbo Wallenstam IBK
- FBC Kalmarsund
- Linköping IBK

PFL Damen
- IK Sirius IBK
- Täby FC IBK
- Pixbo Wallenstam IBK
- Malmö FBC
- IBK Dalen
- Karlstad IBF
- Örnsköldsvik IB
- Warberg IC
- IBK Göteborg
- Jönköpings IK

SSL Herren
- Växjö IBK
- FC Helsingborg

SSL Damen
- IKSU

Unbestimmt
- Västerås Rönnby
- Endre IF
- KAIS Mora